# Gran Premio del este de los Estados Unidos
El Gran Premio del este de los Estados Unidos, también llamado Gran Premio de Detroit, fue una carrera de Fórmula 1 realizada en el circuito callejero de Detroit entre 1982 y 1988.

## Historia
En la temporada 1982 de Fórmula 1, se disputaron tres grandes premios de Fórmula 1 en los Estados Unidos. Además del Gran Premio del oeste de los Estados Unidos y el Gran Premio de Las Vegas, el nuevo evento tuvo lugar en un trazado armado cerca del Renaissance Center y el Cobo Arena. El circuito tenía 17 curvas, dos horquillas cerradas y un túnel al margen del río. Con todo esto, resultó ser más lento que el circuito de Mónaco. Sumado al escaso ancho de la pista y a las reducidas vías de escape, más de la mitad de la grilla abandonó en cada carrera. 
En la carrera inaugural, el norirlandés John Watson resultó vencedor luego de largar en la decimoséptima posición. En la edición de 1986, Ayrton Senna se sobrepuso a un pinchazo para ganar su primera de cinco carreras en los Estados Unidos en seis años.
Esta carrera dejó de realizarse tras 1988. SIn embargo, un nuevo trazado sobre le mismo sector volverá con una nueva configuración para 2023.

## Ganadores
| Año     | Piloto           | Constructor    | Resultados |
| ------- | ---------------- | -------------- | ---------- |
| 1982    | John Watson      | McLaren-Ford   | Resultados |
| 1983    | Michele Alboreto | Tyrrell-Ford   | Resultados |
| 1984    | Nelson Piquet    | Brabham-BMW    | Resultados |
| 1985    | Keke Rosberg     | Williams-Honda | Resultados |
| 1986    | Ayrton Senna     | Lotus-Renault  | Resultados |
| 1987    | Ayrton Senna     | Lotus-Honda    | Resultados |
| 1988    | Ayrton Senna     | McLaren-Honda  | Resultados |
| Fuente: |                  |                |            |